# North Lincolnshire
North Lincolnshire ist eine Verwaltungseinheit (Unitary Authority) in England an der Südseite des Ästuar des Flusses Humber.
Das Borough wird überwiegend durch Agrarflächen geprägt, die beidseits des Flusses Trent liegen. Es grenzt an North East Lincolnshire, Lincolnshire und North Yorkshire. North Lincolnshire ist verwaltungstechnisch eigenständig und gehört nur zu zeremoniellen Anlässen zur Grafschaft Lincolnshire.
Bis 1996 gehörte das Gebiet von North Lincolnshire zur 1974 gebildeten Grafschaft Humberside. Im Borough gibt es drei größere Städte, Scunthorpe, der Verwaltungssitz, Barton-upon-Humber und Brigg.

## North Lincolnshire Council
- Labour: 16
- Cons.: 27

## Orte
- Alkborough, Amcotts, Appleby
- Barrow Haven, Bonby, Bottesford, Brigg, Broughton, Burton Stather, Burton upon Stather
- Cadney, Crowle, Croxton
- Ealand, East Butterwick, East Halton, Eastoft, Elsham, Epworth, Epworth Turbary
- Fockerby
- Gainsthorpe Garthorpe, Goxhill Haven, Gunness
- Hibaldstow, Howsham
- Keadby, Kingsforth, Kirmington, Kirton in Lindsey
- Manton, Melton Ross, Messingham, Mill Place
- New Holland, North Killingholme
- Sandtoft, Santon, Saxby All Saints, Scawby, Scunthorpe, South End, South Killingholme, Sturton
- Thornton Curtis
- Ulceby, Ulceby Skitter
- Walcot, West Butterwick, West Halton, Whitton, Winteringham, Winterton, Wootton, Worlaby, Wressle
- Yaddlethorpe

## Sehenswürdigkeiten
- Elsham Hall
- Normanby Hall
- Thornton Abbey
- Mount Pleasant Mill
- Wrawby Postmill
- Alkborough Turf Maze
- Stainforth & Keadby Canal
- Appleby Frodingham Railway Preservation Society, eine Museumseisenbahn
- Viking Way, ein Fernwanderweg
- Humber-Brücke
- Gainsthorpe Deserted Medieval Village,